# Damià Rotger Miró
Damià Rotger Miró (Ferreries, Menorca, 15 de setembre de 1981) és un tipògraf menorquí diplomat en comunicació gràfica i publicitària i postgraduat en disseny tipogràfic. La passió per les lletres la porta a la sang. Actualment viu i treballa a l'illa de Mallorca.

## Estudis i treball

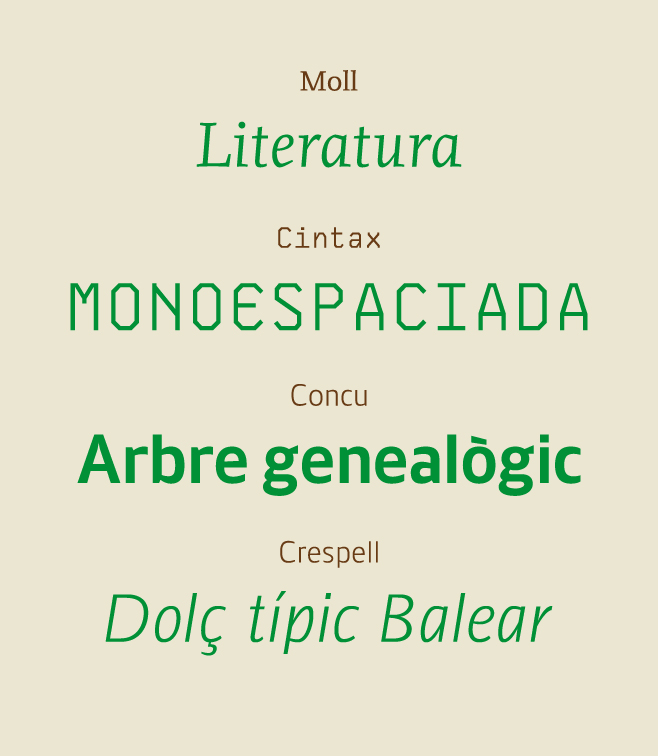
Exemples de creacions de Damià Rotger Miró

Es va diplomar en Comunicació Gràfica i Publicitària per Blau Escola de Disseny de Palma. Postgraduat en Disseny de la Identitat Corporativa a l'Escola Elisava (Universitat Pompeu Fabra) i postgrau de tipografia "de la creació de la Lletra a la Maquetació" a l'escola Eina (Universitat Autònoma), Barcelona. Compta també amb un postgrau de "Marca Gràfica de Destinació Turística".
La passió per les lletres li ve de saga, el seu pare Sebastià Rotger, reconegut editor de l'illa i el seu conco ja treballaven en el món de les impressions molt abans que ell descobrís la seva vocació.
A l'etapa d'estudiant es va veure seleccionat per la Fundació Anne Frank per tal de participar en unes jornades per la pau, contribuint-hi amb treballs de creació gràfica. Aquestes jornades ocorregueren a Bergen (Alemanya) en ocasió del 60è aniversari del final de la II Guerra Mundial.
Realitza pràctiques a Columnagroup i Editorial Columna de Barcelona, especialitzant-se en branding i disseny editorial. Alguns dels seus treballs foren seleccionats per publicacions acreditades, com ara Index Book, MP, Actar i PG.
Ha estat professor de Projectes a Blau Escola de Disseny. Actualment, 2010, és professor de Tipografia a l'Escola Superior Balear i en el curs d'especialització en Tipografia d'EDIB Escola de Disseny de les Illes Balears, del qual és coordinador. Col·labora amb l'Institut de Desenvolupament Industrial (IDI) de la Conselleria de Comerç i Indústria del Govern de les Illes Balears. És soci fundador de l'estudi de disseny i arquitectura Dúctil i coordina el gabinet de disseny gràfic de l'Editorial Rotger de Menorca.
Durant aquests anys s'ha dedicat a impartir col·loquis i conferències, així com concedir entrevistes a reconegudes webs especialitzades en tipografia.

Juntament amb el valencià Pau Santa Pau, qui tingué la idea inicial, treballa en el disseny d'una tipografia que pugui facilitar un poc la vida a persones amb dislèxia. Pau Santa Pau, se centra en la part cognitiva i Damià Rotger s'ha centrat en el disseny tipogràfic.
És autor de les tipografies Concu (2007), Miona (2008), Crespell (2008), Dúctil (2009), Lullius (2009/2010) i Cintax (2010) entre d'altres.

## Lletres tipogràfiques

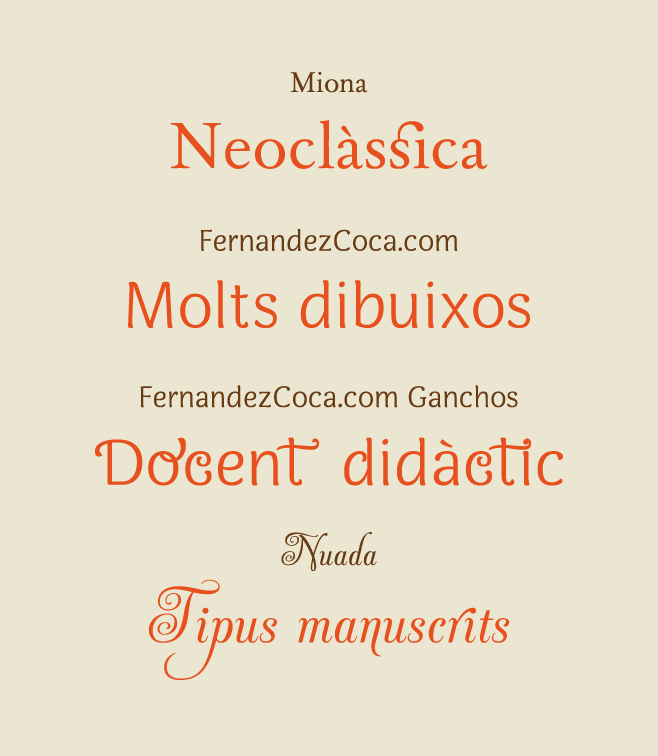
Exemples de creacions de Damià Rotger Miró

La creació més coneguda i que més reconeixements l'hi ha aportat ha estat la tipografia Lullius (2009). Tipografia en homenatge a Ramon Llull (Palma 1232-1316). Aquesta tipografia està pensada per a ser emprada en mida gran, basada en la tipografia gòtica d'abans, es vol intentar donar-li ús un altre cop.

### Concu
La font Concu,
està composta per la família tipogràfica Concu Light, Concu Light Italic, Concu Normal, Concu Normal Italic, Concu Bold i Concu Bold Italic.
Família de pal sec que s'encarrega de tots els textos de la revista 2Punts, dissenyada per conviure amb la tipografia Miona.
El seu disseny fou en reconeixement d'un mestre de les arts gràfiques i la impressió.

### Crespell
Tipografia basada en els crespells, dolç típic de les Illes Balears.
La font Crespell, està composta per la família tipogràfica Crespell Light, Crespell Regular i Crespell Bold.

### Miona
La font Miona, està composta per la família tipogràfica Miona Regular, Miona Italic, Miona Bold, Bold Italic i Miona Extra (caràcters especials).
Dissenyada i produïda amb exclusivitat per a la revista de tendències 2Punts, editada per Editorial Rotger. Aquesta font és l'encarregada de donar forma a tots els titulars o destacats. Els caràcters especials són emprats per a destacar i crear una jerarquia gràfica a la publicació.
De formes generoses quant a proporcions, molt diferenciada entre els traçats fins i gruixuts, d'aspecte elegant i fi.
Tipografia dissenyada per conviure amb la tipografia Concu.

### Dúctil

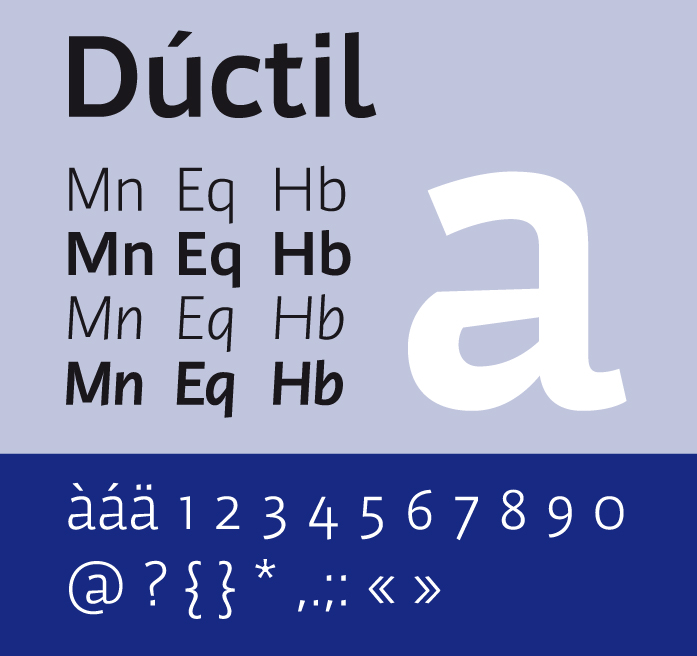
Tipografia Dúctil

La tipografia Dúctil,
fou creada per a la seva pròpia empresa  i està inspirada en el barri de Palma a on s'ubica el seu estudi. És la seva tipografia corporativa.
Està composta per la família tipogràfica Dúctil Light, Dúctil Light Italic, Dúctil Normal, Dúctil Italic, Dúctil Bold i Dúctil Bold Italic.
Tipografia que pot funcionar tant en mida gran com en petit. Família tipogràfica de pal sec amb caràcter humanista.
De fàcil lectura en gran quantitat de mides.

### Lullius

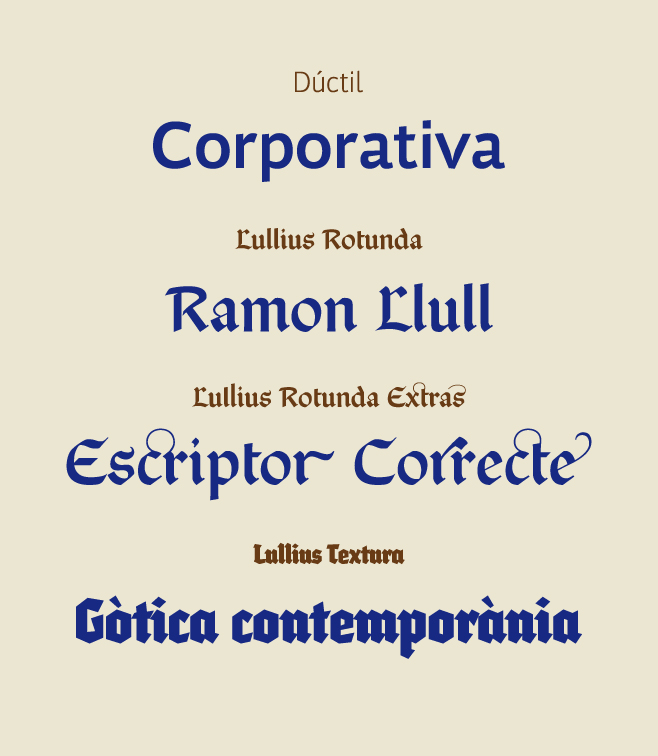
Exemples de creacions de Damià Rotger Miró

És una tipografia pensada per a ser emprada en mida gran.
La font Lullius, està composta per la família tipogràfica Lullius Rotunda, Rotunda Medium, Rotunda Filigranas, Ornaments i Textura (Moderna). La Lullius Textura (Moderna), és una interpretació actual de la lletra gòtica. Basada en la construcció de la "gòtica textura" de punta ampla, de duresa en les seves formes, nirvis i cops interromputs. Amb aquesta versió s'intenta donar vida a una gòtica del segle xxi, després d'un llarg període en desús.
La tipografia Lullius està inspirada inspirada en el beat, escriptor, filòsof i teòleg mallorquí Ramon Llull.
Per a desenvolupar-la va ésser necessari l'estudi de l'escriptura gòtica, descobrint a l'hora que la lletra emprada en la Mediterrània era la denominada "gòtica de suma". Arran d'aquesta va dissenyar la primera família tipogràfica fidel a l'escriptura d'abans, però redissenyada i adaptada per ésser emprada al nostre temps. Vol ésser un homentage, una actualització que ajudi a commemorar i recordar la figura d'aquest gran intel·lectual.
Crea alhora lletres filigranades i una col·lecció de capitulars ornamentals. El projecte compte amb una col·lecció d'ornaments, orles i símbols amb reminiscències florals.
Lullius ha estat exposada en el Congrés Internacional de Tipografia, a més d'usar-se en la retolació d'un fragment del llibre "Amic e Amat" de Ramon Llull, per a la seu de l'Institut Ramon Llull de Palma.
El lema emprat per Damià Rotger a l'hora de la creació de la tipografia Lullius fou "Noves lletres per a un il·lustre de les lletres".
La tipografia pren com a primer referent l'obra de Ramon Llull anomenada Llibre de oracions e de doctrina d'amar a Deu.

### Cintax
La tipografia Cintax,
 tracte d'un exercici pràctic-conceptual.
Tipografia construïda amb cinta aïllant dins d'una mida constant donada pel format DIN A4. Procediment que implica un alfabet monoespaciat on l'arquitectura de la lletra no conté corbes. S'entén per tipografia monoespaciada, aquell tipus de lletra que tots els seus caràcters tenen assignats el mateix ample de composició. Tipografies on totes les lletres tenen el mateix ample.

### Nuada
Es tracta d'una nova tipografia script (manuscrita) basada amb l'escriptura dels avis per donar via lliure a Nuada, una tipografia del caire manuscrita cursiva i inclinada que recorda la gestualitat dels avantpassats. Aquesta nova tipografia consta d'una infinitat de caràcters alternatius, lligadures i filigranes que donen riquesa i gestualitat manuscrita a la tipografia.
Amb aquest nou projecte tipogràfic es vol preservar la tradició i alhora fer una discreta contribució tipogràfica en la reivindicació del món cal·ligràfic.
Estem parlant d'una lletra script més tipogràfica, una cursiva desconnectada, un mica més racionalista que l'original escrita i amb menys inclinació. Alguns caràcters problemàtics en els originals han estat adaptats per funcionar com a lletres tipogràfiques, i d'altres s'han configurat per entrar en la categoria de lletres ornamentals i alternatives, mentre que noves formes, no existents en el model original però relacionades amb la tradició de l'escriptura manuscrita, s'han incorporat en la tipografia, que consta d'una infinitat de noves lletres incloses totes les lletres per poder escriure en qualsevol llengua basada amb l'alfabet llatí.

### FernandezCoca.com
Es tracta de l'encàrrec de la tipografia corporativa per a l'il·lustrador, professor i doctor Antonio Fernández Coca.
Per potenciar la marca FernadezCoca.com s'ha creat aquesta nova família que donarà forma i acompanyarà tots els projectes i elements de comunicació d'aquest creatiu.
Es tracta d'una font multidisciplinària, amb estil propi i recognoscible, més enllà dels característics ulls que incorporen totes les seves figures. La seva filosofia: tot és possible si es pensa en global. Això fa fiable la combinació de camps professionals i creatius en els quals es mou aquest autor.
Aquesta nova tipografia corporativa consta d'una família de tres variables: Regular, Text i Ganchos.
Per tant: una família de tres tipografies per a un professional que treballa en diferents àmbits, des de paper, digital, fins a ambientacions pedagògiques d'hospitals i presons. L'estudi dels seus traços, de l'energia i de les seves necessitats diverses han estat els factors decisius per configurar el punt de partida a treballar.

## Poesia
En 2015 publica el primer llibre de poemes, Lletrescades (Campgràfic Editors) en especial el mestratge de Ponç Ponç, però també la seguretat d'una veu que manifesta una clara ambició literària a l'hora d'assumir, i superar, un repte d'evident dificultat. La passió creativa de Rotger és també contenció, voluntat d'evitar elements superflus i de cercar l'expressió més ajustada, un gust en el tractament de la paraula que en part potser li ve donat per l'ofici, per la pulcritud i la precisió inherents a la tipografia i les arts gràfiques. El seu tercer poemari, 482mm (Editorial Bilibú) el poeta tipògraf ja no parla a través de l'estètica de la lletra, s'hagi plantat davant dels mateixos temes ―l'amor, el sexe, l'existència i la paraula― i en sentim, en molts dels versos les cordes invisibles de la guitarra amb la cultura flamenca com a referent.

## Premis i reconeixements
- 2007 Premi Balear de la Comunicació de disseny editorial.
- 2008 Premi Laus, per la tipografia Miona.
- 2008 Premi Anuaria, per les tipografies Crespell i Miona i diversos projectes editorials.
- 2009 Premi Anuaria, per les tipografies Concu i Lullius.
- 2009 Premi Daniael Gil de disseny editorial.
- 2009 Premi InnovEm de naimig i disseny d'identitat corporativa.
- 2009 Premi Agrupació d'Arquitectes d'identitat gràfica.

Nominat finalista en els premis Gràffica 2011 de disseny nacional.
L'editorial nord-americana Rockport Publishers recorre a alguns dels treballs de Damià Rotger Miró per a il·lustrar algunes de les definicions del seu diccionari Graphic Design Translated
Membre del jurat dels premis Gàffica 2012 juntament amb noms de la talla d'Isidro Ferrer, Lourdes Fernández, María Serrano, Daniel Seseña (Cámara abierta 2.0 de TVE), Clara Montagut, Álvaro Valiño, Raquel Pelta, Dvein, Unos Tipos Duros, Borja Bonaque, Iris Tárraga, Víctor Palau, Ana Gea, Mº Ángeles Domínguez, Luis Mendo, Mich Micenmacher, EASD Valencia.

### Tipografies
- M., I. «Holy Book » étapes (Regne Unit) (revista) (en anglès). 2010a ed..  París: Pyramid, p.33. ISSN 1767-4751.
- M, I. «Jeux de langues» étapes (França) (revista) (en francès). 2010a ed..  París: Pyramid, p.24. ISSN 1254-7298.
- Select G (llibre) (en castellà i anglès). 2008a ed..  Barcelona: Index Book, p.18, 96, 444, 446. ISBN 978-84-96774-86-5.
- Index Book. Select H (llibre) (en castellà i anglès). 2009a ed..  Barcelona: Index Book, p.16, 94, 96. 978-84-92643-22-6.
- «Damià Rotger Miró, Filigranas con premio» 2Punts (revista) (en castellà). 2006a ed..  Menorca: Editorial Rotger SL, p.12, 13. ISBN D.L. ME75 2006.
- Editorial Rotger. «Medallas para 2Punts y su diseñador» 2Punts (revista) (en castellà). 2008a ed..  Menorca: Rotger s.l., p.10, 11. D.L. ME75 2006.
- Navarro, Txiqui. «Greguendario de pared» 2Punts (revista) (en castellà). 2008a ed..  Menorca: Rotger s.l., p.12, 13. D.L. ME75 2006.